# Franz von Frobel
Johann Joachim Franz von Frobel (né le 24 janvier 1802 à Rauße et mort le 31 août 1886 à Schlangenbad) est un lieutenant général prussien.

## Biographie

### Origine
Franz est le fils de l'administrateur du comté de Glatz Johann Nepomuk von Frobel (1755–1809) et de sa seconde épouse Helene Sophie Caroline von Rabiel (1768–1820). Elle est la fille du général de division prussien Christian Gottlieb Ludwig von Rabiel (de). Le général de division prussien Louis von Frobel (de) (1791–1862) est son frère et sa sœur Charlotte (1795–1859) est mariée au général de division Friedrich Ludwig von Sell (de).

### Carrière militaire
Frobel intègre en 1818 le 17e régiment d'infanterie de l'armée prussienne à Trèves et promu sous-lieutenant à la mi-octobre 1819. En 1824/26, il complète sa formation complémentaire à l'École générale de guerre. Au cours des années suivantes, il est affecté au bataillon d'infanterie d'entraînement et sert comme adjudant de la 13e brigade d'infanterie (de) et du commandement général du 7e corps d'armée à Münster. Conservant ce commandement et promu capitaine, Frobel est transféré au bureau d'adjudant au début d'avril 1842. Il est ensuite nommé à partir de fin mars 1847 commandant de compagnie du 34e régiment d'infanterie. Avec sa promotion au grade de major, Frobel rejoint le 21 mars 1848 l'état-major du 30e régiment d'infanterie à Trèves et devient commandant du bataillon de fusiliers stationné à Sarrelouis. Il dirige cette unité en 1849 à l'occasion de la répression de la révolution badoise lors des batailles de Durlach, Waghäusel et Oberweier. Pour son travail, Frobel reçoit l'ordre de l'Aigle rouge de 4e classe avec épées et croix de commandeur de l'ordre du Lion de Zaeringen.
Le 22 juillet 1852, il est nommé commandant en second de Coblence et d'Ehrenbreitstein (de). À ce poste, Frobel accède au grade de colonel à la mi-octobre 1856 et est nommé à la fin du mois commandant du 5e régiment d'infanterie à Dantzig. Pendant une courte période, du 15 mars au 12 octobre 1859, il est commandant de la 26e brigade d'infanterie (de) à Münster, nommé général de division fin mai puis commandant de Rastatt (de). Le 18 octobre 1861, le jour des célébrations du couronnement du roi Guillaume Ier, Frobel reçoit le commandement de la 3e brigade d'infanterie de la Garde à Berlin. À ce titre, il reçoit l'Étoile de l'ordre de l'Aigle rouge, de 2e classe avec feuilles de chêne et épées sur les anneaux. Frobel est finalement promu au grade de lieutenant général et prend sa retraite le 4 janvier 1864.

### Famille
Le 8 juin 1847, Frobel se marie à Trèves avec Charlotte von Holleben (1818–1852), fille du général d'infanterie prussien Heinrich von Holleben. De ce mariage naquirent un fils, Guido (1848–1913), et une fille, Charlotte (née en 1851). Après la mort de sa première femme, Frobel épousa sa sœur Amalie (1820-1905) à Coblence le 27 avril 1854.